# Fındık, Güçlükonak
Fındık là một thị trấn thuộc huyện Güçlükonak, tỉnh Şırnak, Thổ Nhĩ Kỳ. Dân số thời điểm năm 2011 là 2.708 người.